# Jequitibá-vermelho
O jequitibá-vermelho (Cariniana rubra Gardner ex Miers), árvore brasileira da família Lecythidaceae.
Nomes populares: jequitibá, cachimbeira, cachimbo-de-macaco.

## Características morfológicas
Altura até 18 m, tronco com até 80 cm de diâmetro.
As flores são de cor vermelha, e formam racemos terminais.
O fruto é um pixídio elípitico, com 8 a 16 sementes.

## Ocorrência
Goiás, Tocantins e Mato Grosso, nas matas de galeria e de várzeas inundáveis.

## Usos
Suas sementes são muito apreciadas por macacos.
A madeira é usada na construção civil, e a casca para cordoaria.
Pode ser usada no paisagismo de parques, praças e áreas rurais.
Recomendada na revegetação de áreas ciliares desmatadas.

## Ecologia
Semidecídua, heliófita ou de luz difusa, seletiva higrófita, característica da mata clímax, exclusiva de matas ciliares do Brasil Central.